# محمية بودا الطبيعية
محمية بودا الطبيعية هي محمية تقع في بلغاريا. من خلال هذا الترتيب، تهدف إلى أن تكون نموذجًا مستدامًا للحفاظ على الطبيعة والتعليم البيئي والسياحة البيئية.
تم إعلان موقع بودا (poda) كمنطقة محمية طبيعية في عام 1989 من قبل وزارة المياه والبيئة البلغارية. كانت أول منطقة محمية في بلغاريا تتم إدارتها وصيانتها بالكامل من قبل منظمة غير حكومية ، وهي الجمعية البلغارية لحماية الطيور (BSPB).
تعد BSPB وتنفذ الأنشطة التي اعتمدتها خطة إدارة مجلس الوزراء، ولكنها تتلقى تمويلها بالكامل من رسوم الدخول والهدايا التذكارية المباعة والتبرعات.